# Давыдовка (Троицкий район)
Давыдовка (укр. Давидівка) — село, относится к Троицкому району Луганской области Украины.
Население по переписи 2001 года составляло 12 человек. Почтовый индекс — 92135. Телефонный код — 6456. Занимает площадь 4,7 км². Код КОАТУУ — 4425484503.

## Местный совет
92135, Луганська обл., Троїцький р-н, с. Покровське, вул. Радянська, 67  (укр.)